# In the Army Now (album)
In the Army Now è il 17° album di studio inciso dalla rock band inglese Status Quo, pubblicato per la prima volta nell'agosto del 1986.

## Il disco
Fortemente rinnovata nella formazione con gli innesti di John 'Rhino' Edwards al basso e di Jeff Rich alla batteria, la band inglese torna ad attaccare il mercato discografico a tre anni dall'ultima fatica in studio, proponendosi con una nuova immagine ed un prodotto pienamente conforme agli standard pop della metà degli anni ottanta.
Grazie all'intervento del produttore Pip Williams, viene portata a compimento la fase di ricerca che porta a setacciare nuovi percorsi musicali e massiccio si rivela l'uso di tastiere, sofisticazioni sonore ed effetti sintetici di vario tipo.
Assai curato in ogni dettaglio ma lontanissimo dal classico boogie rock proposto nel decennio precedente, il nuovo sound consente al gruppo di rivolgersi anche alle nuove generazioni di teenager, mentre la title track, pubblicata come singolo, diviene uno dei più grandi successi della lunga carriera della band.
L'album sale al settimo posto e staziona per 23 settimane nelle charts britanniche.
Dal disco vengono estratti quattro singoli, tutti entrati nelle top 20: Rollin' Home (n. 9 in UK), Red Sky (n. 19 UK), In the Army Now (n. 2 UK) e Dreamin' (n. 15 UK).

## Tracce

### Lato A
1. Rollin' Home - 4:24 - (John David)
2. Calling - 4:05 - (Rossi/Frost)
3. In Your Eyes - 5:08 - (Rossi/Frost)
4. Save Me - 4:25 - (Rossi/Parfitt)
5. In the Army Now - 4:42 - (Bolland/Bolland)

### Lato B
1. Dreamin'' - 2:55 - (Rossi/Frost)
2. End of the Line - 4:59 - (Patrick/Parfitt)
3. Invitation - 3:17 - (Rossi/Young)
4. Red Sky - 4:15 - (John David)
5. Speechless - 3:42 - (Ian Hunter)
6. Overdose - 5:22 - (Williams/Parfitt)

### Tracce bonus dell'edizione CD 2006
1. Lonely - 5:07 - (Parfitt/Rossi)
2. Keep Me Guessing - 4:31 - (Parfitt/Rossi/Young)
3. Don't Give It Up - 4:23 - (Edwards/Lightman/Parfitt/Rossi)
4. Heartburn - 4:45 - (Parfitt/Patrick/Rossi)
5. Late Last Night - 2:58 - (Parfitt/Rossi/Young)
6. Long Legged Girls - 5:34 - (Parfitt/Williams)

## Deluxe Edition 2018
Il 17 agosto 2018, viene pubblicata la deluxe edition dell'album contenente due CD.
Nel primo disco viene riprodotto fedelmente l'album del 1986, con il sound completamente restaurato e rimasterizzato.
Nel secondo CD sono inclusi tutti i brani incisi quali "lato B" dei singoli, versioni remix dei brani principali e alcuni brani dal vivo.
Il libretto, oltre a varie foto del periodo di incisione dell'album, contiene delle ampie note illustrative redatte a cura di Dave Ling, critico delle riviste musicali britanniche Classic Rock e Metal Hammer.

## Tracce Deluxe Edition
CD 1
Contiene l'album originale del 1986, in versione restaurata e rimasterizzata.
1. Rollin' Home - 4:24 - (John David)
2. Calling - 4:05 - (Rossi/Frost)
3. In Your Eyes - 5:08 - (Rossi/Frost)
4. Save Me - 4:25 - (Rossi/Parfitt)
5. In the Army Now - 4:42 - (Bolland/Bolland)
6. Dreamin'' - 2:55 - (Rossi/Frost)
7. End of the Line - 4:59 - (Patrick/Parfitt)
8. Invitation - 3:17 - (Rossi/Young)
9. Red Sky - 4:15 - (John David)
10. Speechless - 3:42 - (Ian Hunter)
11. Overdose - 5:22 - (Williams/Parfitt)

CD 2
Contiene tutti i brani incisi quali "lato B" dei singoli, versioni remix dei brani principali e alcuni brani dal vivo.
1. In the Army Now - 4:45 - (Bolland/Bolland) - Versione remix dell'omonimo singolo
2. Lonely - 5:08 - (Rossi/Parfitt) - Lato B del singolo Rollin' Home
3. Keep Me Guessing - 4:32 - (Rossi/Parfitt/Young) - Lato B del singolo Rollin' Home
4. Don't Give It Up - 4:24 - (Rossi/Parfitt/Edwards/Lightman) - Lato B del singolo Red Sky
5. Heartburn - 4:44 - (Rossi/Parfitt/Patrick) - Lato B del singolo In the Army Now
6. Late Last Night - 2:58 - (Rossi/Young/Parfitt) - Lato B del singolo In the Army Now
7. Long Legged Girls - 4:24 - (Parfitt/Williams) - Lato B del singolo Dreamin'
8. Rock'n'Roll Floorboards - 4:16 - (Rossi/Frost)
9. Naughty Girl - 5:15 - (Rossi/Frost) - Versione remix del brano Dreamin'
10. Dreamin - 4:29 - (Rossi/Frost) - Versione wet mix, del brano Dreamin'
11. In the Army Now - 5:58 - (Bolland/Bolland) - Military mix del brano In the Army Now
12. Quo Christmas Cake Mix - 6:14 - (Autori Vari) - Mix di svariati pezzi del repertorio della band: The Wanderer, Whatever You Want, Something 'Bout You Baby I Like, Rain, Break the Rules, Rockin' All Over the World e In the Army Now. Pubblicato come lato B del singolo Dreamin'. Pubblicato come singolo a sé stante in Spagna (n. 13 nelle classifiche spagnole nel 1987)
13. Overdose - 5:25 - (Parfitt/Williams) - Live a Stoccolma 1986
14. Dreamin' - 3:11 - (Rossi/Frost) - Live a Stoccolma 1986
15. Blues Jam - 2:27 - (Rossi) - Live a Parigi 1987
16. La Grange/Rain - 4:50 - (Gibbons/Hill/Beard/Parfitt) - Live a Parigi 1987

## Formazione
- Francis Rossi (chitarra solista, voce)
- Andy Bown (tastiere)
- Rick Parfitt (chitarra ritmica, voce)
- John 'Rhino' Edwards (basso, voce)
- Jeff Rich (percussioni)

## British album chart
| Posizione | 7 | 7 | 11 | 22 | 23 | 20 | 21 | 22 | 20 | 23 | 25 | 32 | 25 | 28 | 41 | 47 | 48 | 38 | 37 | 45 | 48 | 85 | 86 | uscito |